# 베어트리파크
베어트리파크는 대한민국의 세종특별자치시에 위치한 식물원 겸 동물원이다.

## 연혁
- 1963년 경기도 의왕시에 수목원 '송파원' 개원
- 1975년 국내 최초 양란 조직 배양 성공
- 1991년 경기도 의왕시 수목원 '송파원'을 세종특별자치시 전동면으로 이전
- 2007년 수목원 조성 계획 승인
- 2009년 5월 11일 베어트리파크 개원
- 2010년 '베어트리파크' 수목원 등록

## 이용 시간
- 3 ~ 11월 : 오전 9시부터 ~ 일몰시까지
- 12 ~ 2월 : 오전 10시부터 ~ 일몰시까지

## 주요 시설
- 전망대
- 베어트리운동장
- 곰동산
- 새총곰레스토량
- 베어트리카페
- 웰컴레스토량
- 테디베어샵, 체험관